# Кројска повеља
Кројску повељу издао је Стефан Душан јуна 1343. године. Издавање повеље везује се за ширење државе 1342. године, када су јој се придружиле земље данашње Албаније и област Тесалије.
Кројску повељу је бугарска историографија погрешно приписала свргнутом цару Јовану Стефану. С друге стране, српска историографија потпуно занемарује повељу, јер се у њој Стефан Душан назива само "краљем Бугара", с обзиром на то да је брат његове жене "цар Бугара", тј. испољава само као бугарски владар.
Идентификација повеље као дела Стефана Душана је неспорна због помена да му је деда Ласкарис. Смилецина, тј. бака по мајци Стефана Душана — Ласкарис. Јован Стефан није у сродству са царском династијом Ласкариди. 